# مريت أوبنهايم
مريت أوبنهايم (بالإنجليزية: Méret Oppenheim)‏ (و. 1913 – 1985 م) هي مصورة، وكاتبة، ورسامة، وعارضة من ألمانيا . ولدت في Charlottenburg .
وهي عضوة في Artists Rights Society .
توفيت في باسل.

## أعمال بارزة
من أهم أعمالها:
- Meret Oppenheim Fountain
- Le Déjeuner en fourrure.

## روابط خارجية
- مريت أوبنهايم على موقع الموسوعة البريطانية (الإنجليزية)
- مريت أوبنهايم على موقع مونزينجر (الألمانية)
- مريت أوبنهايم على موقع ميوزك برينز (الإنجليزية)
- مريت أوبنهايم على موقع إن إن دي بي (الإنجليزية)
- مريت أوبنهايم على موقع ديسكوغز (الإنجليزية)